# Sebastian Kłosiński
Sebastian Kłosiński (* 4. srpna 1992) je polský rychlobruslař.
V závodech Světovém poháru se poprvé představil roku 2014. Roku 2017 premiérově startoval na světových i evropských šampionátech, přičemž jeho nejlepším umístěním bylo 10. místo ve sprinterském víceboji na Mistrovství Evropy. Na Mistrovství Evropy 2018 získal bronzovou medaili v týmovém sprintu. Zúčastnil se Zimních olympijských her 2018, kde v závodě na 1000 m skončil na 17. místě.